# Renève
Renève ist eine französische Gemeinde mit 482 Einwohnern (Stand 1. Januar 2022) im Département Côte-d’Or in der Region Bourgogne-Franche-Comté. Sie gehört zum Arrondissement Dijon und zum Kanton Saint-Apollinaire.

## Geographie
Der Fluss Vingeanne fließt östlich von Renève. Umgeben wird Renève von den Gemeinden Champagne-sur-Vingeanne im Norden, von Essertenne-et-Cecey im Osten, von Jancigny im Süden und von Mirebeau-sur-Bèze im Westen.

## Siehe auch

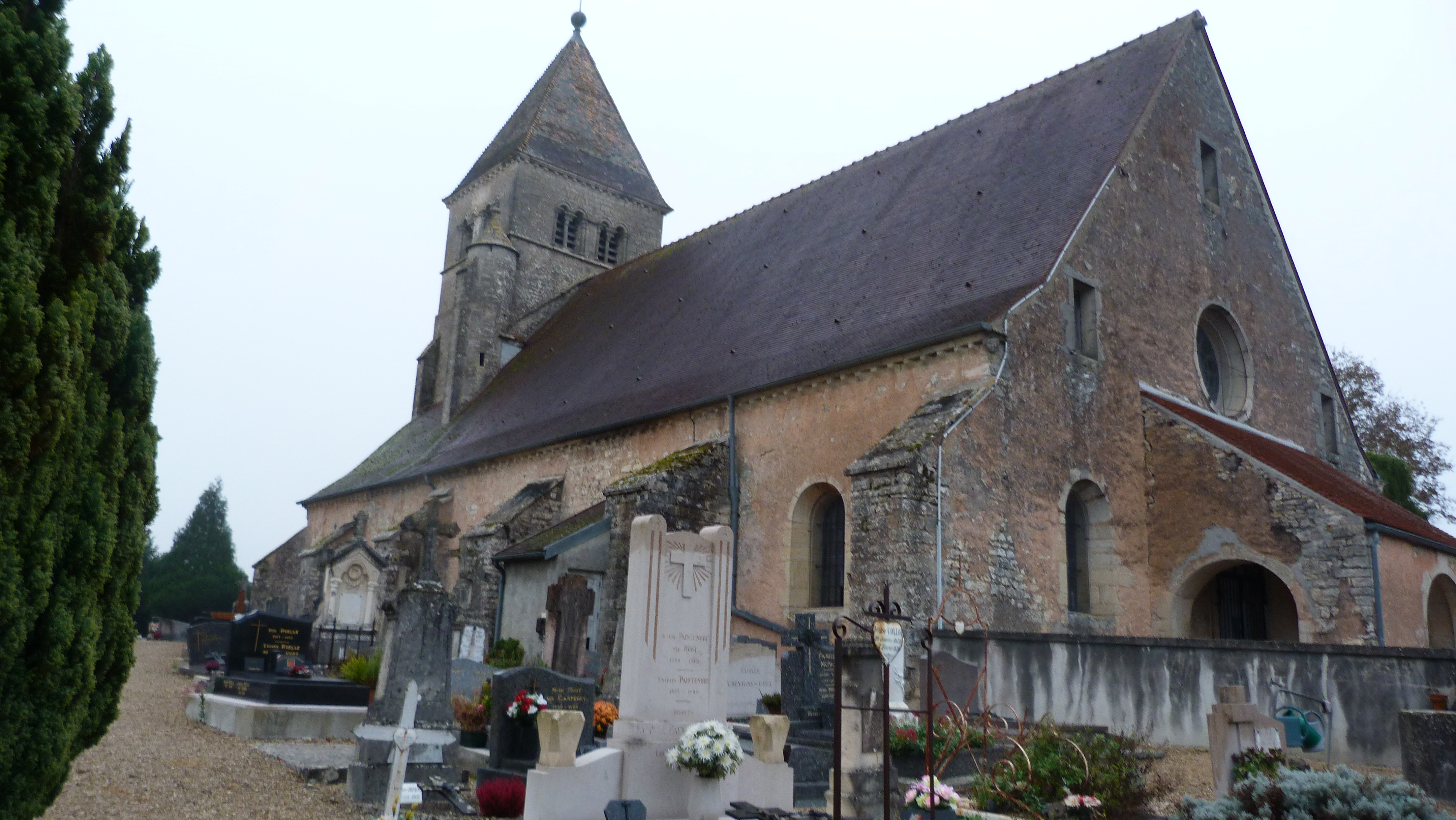
Kirche Saint-Martin

## Bevölkerungsentwicklung
| Jahr                       | 1962 | 1968 | 1975 | 1982 | 1990 | 1999 | 2008 | 2012 | 2019 |
| Einwohner                  | 299  | 341  | 377  | 389  | 406  | 414  | 437  | 423  | 447  |
| Quellen: Cassini und INSEE |      |      |      |      |      |      |      |      |      |